# NunSexMonkRock
NunSexMonkRock è il primo album solista della cantante punk Nina Hagen dopo i due album assieme alla Nina Hagen Band.

## Tracce
Tutti i brani sono scritti da Nina Hagen, eccetto dove indicato.
1. Antiworld (Hagen, Paul Roessler) 4:41
2. Smack Jack (Ferdie Karmelk) 5:10
3. Taitschi-Tarot (Hagen, Roessler) 3:20
4. Dread Love (Hagen, Karmelk) 4:02
5. Future Is Now (Nina Hagen) 2:53
6. Born In Xixax (Nina Hagen) 3:50
7. Iki Maska (Nina Hagen) 5:06
8. Dr. Art (Hagen, Karl Rucker) 3:45
9. Cosma Shiva (Nina Hagen) 5:00
10. UFO (Hagen, Rucker) 4:40

## Musicisti
- Nina Hagen - voce, sintetizzatori, chitarra
- Chris Spedding - chitarra
- Paul Shaffer - sintetizzatori
- Karl Rucker - sintetizzatori, basso
- Allan Schwartzberg - batteria
- Don Wershba - overdubs
- Axel Gath - bass clarinet, baritone saxophone
- Paul Roessler - sintetizzatori, pianoforte

## Produzione
- Prodotto da Mike Thorn
- Engineers: Mike Ewasko
- Mixing: Harvey Goldberg
- Mastering: Jack Skinner